# Biryn
Biryn – imię męskie, którego patronem jest św. Biryn, biskup Dorchester (zm. w 650 r.).
Biryn imieniny obchodzi 3 grudnia.